# Saint-Quintin-sur-Sioule
Saint-Quintin-sur-Sioule är en kommun i departementet Puy-de-Dôme i regionen Auvergne-Rhône-Alpes i centrala Frankrike. Kommunen ligger i kantonen Menat som tillhör arrondissementet Riom. År 2022 hade Saint-Quintin-sur-Sioule 387 invånare.

## Befolkningsutveckling
Antalet invånare i kommunen Saint-Quintin-sur-Sioule
| Referens: INSEE |